# Ron Harris
Ronald Edward "Ron" Harris (født 13. november 1944 i London, England) er en engelsk tidligere fodboldspiller (forsvarer), der med 795 optrædener er indehaver af kamprekorden for Chelsea.
Harris spillede i hele 20 sæsoner for Chelsea og nåede 655 ligakampe for klubben samt adskillige pokal- og Europa Cup-optrædener. Han var med til at vinde både FA Cuppen, Liga Cuppen og Pokalvindernes Europa Cup for klubben, inden han i 1980 skiftede til den mindre London-klub Brentford

## Titler
FA Cup
- 1970 med Chelsea

Engelsk Liga Cup
- 1965 med Chelsea

Pokalvindernes Europa Cup
- 1971 med Chelsea